# Вестон (Охајо)
Вестон (енгл. Weston) град је у америчкој савезној држави Охајо.

## Демографија
По попису из 2010. године број становника је 1.590, што је 69 (-4,2%) становника мање него 2000. године.
| Група             | 2000.         | 2010.         |
| Белци             | 1.468 (88,5%) | 1.364 (85,8%) |
| Афроамериканци    | 3 (0,2%)      | 2 (0,1%)      |
| Азијати           | 2 (0,1%)      | 1 (0,1%)      |
| Хиспаноамериканци | 151 (9,1%)    | 187 (11,8%)   |
| Укупно            | 1.659         | 1.590         |